# Vaupoisson
Vaupoisson település Franciaországban, Aube megyében. Lakosainak száma 127 fő (2022. január 1.). Vaupoisson Isle-Aubigny, Mesnil-la-Comtesse, Ortillon, Saint-Nabord-sur-Aube, Saint-Remy-sous-Barbuise, Vinets és Voué községekkel határos.

## Népesség
A település népessége az elmúlt években az alábbi módon változott:
| Lakosok száma | 152  | 133  | 139  | 143  | 141  | 126  | 120  | 119  | 116  | 127  |
|               | 1968 | 1982 | 1999 | 2006 | 2011 | 2015 | 2017 | 2018 | 2020 | 2022 |